# Round Rock (Texas)
Round Rock város az USA Texas államában, Travis és Williamson megyében. Williamson megye legnagyobb városa. Lakosainak száma 119 468 fő (2020. április 1.).

## Népesség
A település népességének változása:
| Lakosok száma | 628  | 99 887 | 119 468 |
|               | 1880 | 2010   | 2020    |